# Йозеф Фольттманн
Йозеф Фольттманн (нім. Josef Folttmann; 18 січня 1887, Бреслау — 11 квітня 1958, Аахен) — німецький воєначальник, генерал-лейтенант вермахту. Кавалер Німецького хреста в сріблі.

## Біографія
18 березня 1907 року вступив в Прусську армію. Учасник Першої світової війни. Після демобілізації армії залишений в рейхсвері. З 26 серпня 1939 року — командир 256-ї, з 10 січня 1940 року — 164-ї піхотної дивізії (з 1 січня 1942 року — фортечна дивізія «Крит», з 18 липня 1942 року — 164-та легка африканська дивізія). 11 серпня 1942 року відправлений в резерв ОКГ. З 10 листопада 1942 року — командир 338-ї піхотної дивізії, з 10 січня 1944 року — 3-го спеціального штабу ОКГ. 8 квітня 1945 року знову відправлений в резерв ОКГ і більше не отримав призначень. 30 квітня взятий в полон американськими військами. 9 вересня 1947 року звільнений.

## Звання
- Фанен-юнкер (18 березня 1907)
- Фенріх (19 грудня 1907)
- Лейтенант (18 серпня 1908)
- Оберлейтенант (28 листопада 1914)
- Гауптман (18 квітня 1916)
- Майор (1 квітня 1929)
- Оберстлейтенант (1 вересня 1933)
- Оберст (1 липня 1935)
- Генерал-майор (20 квітня 1939)
- Генерал-лейтенант (1 лютого 1941)

## Нагороди
- Залізний хрест 2-го і 1-го класу
- Хрест «За заслуги у війні» (Саксен-Мейнінген) (24 липня 1915)[2]
- Ганзейський Хрест (Гамбург, Бремен і Любек)
  - Любек (2 жовтня 1918)[2]
- Сілезький Орел 2-го ступеня[2]
- Почесний хрест ветерана війни з мечами
- Медаль «За вислугу років у Вермахті» 4-го, 3-го, 2-го і 1-го класу (25 років)
- Застібка до Залізного хреста 2-го і 1-го класу
- Хрест Воєнних заслуг 2-го і 1-го класу з мечами
- Орден «За військові заслуги» (Болгарія), великий хрест з військовою відзнакою[2]
- Німецький хрест в сріблі (10 березня 1944)